# 马尔马涅站
马尔马涅站是法国的一个铁路车站，位于法国谢尔省的马尔马涅市镇范围内。

## 位置
马尔马涅站位于马尔马涅的市镇中心，维耶尔宗－桑凯兹铁路223.946公里处，省道D160线铁路平交道口的东侧。车站大致呈东西走向，开口朝北。

## 车站概况
马尔马涅站是一个无人看守的乘降所。站内没有任何售票服务及设施，乘客需上车购买车票或使用通勤卡。
马尔马涅站也没有地下通道或天桥，乘客需横穿铁路正线前往上行方向的站台，因此该站存在一定的安全隐患。

## 停靠线路
以下列车线路在马尔马涅站停靠：
| 马尔马涅站列车线路表 |                         |                |        |                 |
| 线路                 | 车种                    | 上一站         | 下一站 | 大致运行频率    |
| 维耶尔宗—布尔日      | TER Centre-Val-de-Loire | 耶夫尔河畔默安 | 布尔日 | 每天6趟左右     |
| 奥尔良→讷韦尔        | TER Centre-Val-de-Loire | 耶夫尔河畔默安 | 布尔日 | 每天1趟（单向） |
| 1. 2.                |                         |                |        |                 |

## 配套交通

### 长途汽车
马尔马涅站对应的大巴车上下车地点位于车站前的空地上。当某条铁路线施工或罢工时，SNCF会提供途径该线路沿途站点的大巴车。

### 城市公共交通
马尔马涅站附近暂无城市公共交通线路。

## 临近车站
| 马尔马涅站（Gare de Marmagne） |                      |                                                                    |
| 上行车站                       | 线路                 | 下行车站                                                           |
| 耶夫尔河畔默安站 7.6km ←       | 维耶尔宗－桑凯兹铁路 | ↗（正线） → 8.8km 布尔日站 ↘（联络线） → 15.3km 谢尔河畔圣弗洛朗站 |